# 巴东木莲
巴东木莲（学名：Manglietia patungensis）为木兰科木莲属下的一个种。巴东木莲是珍贵的园林绿化树种，也是中国国家二级保护植物。模式标本采自湖北巴东县。